# محمد احمد (دونده)
محمد احمد (انگلیسی: Mohammed Ahmed؛ زادهٔ ۵ ژانویهٔ ۱۹۹۱) دونده دو استقامت سومالیایی‌تبار اهل کانادا است.
وی در مسابقات کشوری و بین‌المللی در مجموع برندهٔ ۱ مدال طلا، ۴ مدال نقره، ۱ مدال برنز شده‌است.